# Стуре Петтерссон
Стуре Петтерссон (швед. Sture Pettersson, 30 вересня 1942 — 26 червня 1983) — шведський велогонщик.
Срібний призер Олімпійських Ігор 1968 року в роздільній командній гонці, бронзовий призер 1964 року в роздільній командній гонці.
Чемпіон світу з велоперегонів на шосе 1967 (роздільна командна гонка), 1968 (роздільна командна гонка), 1969 (роздільна командна гонка) років.